# Leszkovo (Demir Hiszar)
Leszkovo (macedónul: Лесково) település Észak-Macedóniában, a Pelagonijai körzet Demir Hiszar-i járásában.

## Népesség
| Lakosok száma | 322  | 320  | 215  | 67   | 1    |      |
|               | 1948 | 1953 | 1961 | 1971 | 1981 | 1991 |

2002-ben lakatlan település, korábban macedónok lakták.